# It Ends with Us
It Ends with Us (bra: É Assim Que Acaba; prt: Isto Acaba Aqui) é um filme estadunidense do gênero romance dirigido por Justin Baldoni e escrito por Christy Hall, baseado no romance de 2016 de mesmo nome de Colleen Hoover. É estrelado por Blake Lively, Baldoni e Brandon Sklenar.
It Ends with Us foi lançado em 9 de agosto de 2024 nos Estados Unidos, pela Sony Pictures Releasing.

## Enredo
Lily Bloom retorna à sua cidade natal, no Maine, para fazer um discurso no funeral de seu pai, Andrew. Durante a cerimônia, ela afirma que listará cinco coisas favoritas sobre ele, mas apenas encara sua lista em branco em silêncio antes de sair.
De volta a Boston, Lily está sentada no terraço de um prédio quando um homem aparece e, irritado, chuta uma cadeira. Ele se desculpa, se apresenta como Ryle Kincaid e revela ser neurocirurgião. Eles flertam, mas o encontro é interrompido quando ele é chamado para uma cirurgia de emergência.
Enquanto reforma o prédio que será sua primeira floricultura, chamada Lily Bloom's, Lily conhece Allysa, que está em busca de trabalho. Ela a contrata, e as duas se tornam grandes amigas. Mais tarde, Lily descobre que Ryle é irmão de Allysa.
Na festa de aniversário de Allysa, Ryle confessa estar apaixonado por Lily. Eles se beijam, mas ela o impede de ir além, dizendo que ele só quer algo casual, enquanto ela procura um relacionamento sério. Lily passa a noite em seu apartamento, mas sem envolvimento sexual.
Na manhã seguinte, Lily decide namorá-lo. Ryle a convence a apresentá-lo à sua mãe, Jenny, em um restaurante recém-inaugurado chamado Root. Lá, Lily descobre que o dono e chef do local é Atlas Corrigan, seu ex-namorado do ensino médio.
Flashbacks revelam que o pai de Lily era fisicamente abusivo com sua mãe, Jenny. Um dia, Lily encontrou Atlas morando numa casa abandonada ao lado da sua, após ele fugir de casa para escapar do padrasto abusivo. Os dois se tornaram amigos e, logo depois, se apaixonaram.
Quando Andrew descobriu os dois juntos na cama, agrediu Atlas violentamente, a ponto de ele precisar ser hospitalizado. Após o ocorrido, Atlas entrou para os fuzileiros navais e ficou anos sem contato com Lily.
Certa manhã, Ryle queima a mão enquanto cozinha. Quando Lily tenta ajudá-lo, ele a agride com um tapa no rosto, mas logo se desculpa, dizendo que foi um acidente. Mais tarde, eles jantam com Allysa e Marshall (marido dela) no Root, e Atlas percebe o olho roxo de Lily e a mão enfaixada de Ryle. Preocupado, ele confronta Lily no banheiro e a incentiva a deixá-lo. Ryle aparece, imagina o pior e acaba entrando em confronto físico com Atlas, que o expulsa do restaurante.
No dia seguinte, Atlas visita a floricultura para se desculpar e entrega seu número de telefone a Lily, caso ela precise de ajuda. Lily então conta a Ryle sobre o histórico de abuso em sua família. Após o nascimento da filha de Allysa, Ryle pede Lily em casamento, e ela aceita. Logo após se casarem em segredo, Ryle encontra o número de Atlas escondido na capa do celular de Lily. Durante a discussão, ele a empurra escada abaixo e a deixa inconsciente, alegando depois que ela caiu acidentalmente e que tentou segurá-la.
Tanto a loja de Lily quanto o Root são destaque em uma matéria de revista local. Na entrevista, Atlas revela que nomeou o restaurante em homenagem a Lily. Enfurecido e tomado pelo ciúme, Ryle tenta estuprá-la. Lily consegue fugir e procura Atlas, que a leva ao hospital. Lá, ela descobre que está grávida. Lily se abriga por alguns dias com Atlas, que revela que, na noite em que ela o encontrou na adolescência, ele planejava tirar a própria vida — mas que ela o inspirou a continuar vivendo.
Ao abrir o coração para Allysa sobre o comportamento de Ryle, ela conta que, aos seis anos, Ryle matou acidentalmente o irmão mais velho deles, Emerson, com um tiro, o que gerou um trauma profundo e episódios de fúria descontrolada. Allysa revela que adoraria que Lily pudesse perdoá-lo, mas implora para que ela não volte com ele. Lily se muda, mas Ryle insiste em sua volta, prometendo mudar e buscar ajuda profissional.
Pouco depois do nascimento da filha, que recebe o nome Emerson em homenagem ao irmão de Ryle, Lily diz que quer o divórcio. Ele implora para que ela mude de ideia, mas finalmente cede quando ela o questiona sobre como reagiria se a filha fosse agredida por um parceiro. Lily acredita ter encerrado o ciclo de abuso em sua família, dizendo à filha: “Isso termina com a gente.”
Meses depois, Lily e Jenny levam Emerson para visitar o túmulo de Andrew, onde Lily deixa a eulogia em branco sobre a lápide. Depois, ela encontra Atlas em uma feira. Ao contar que não está mais com Ryle, os dois trocam sorrisos.

## Elenco
- Blake Lively como Lily Bloom
  - Isabela Ferrer como Lily Bloom (jovem)
- Justin Baldoni como Ryle Kincaid
- Brandon Sklenar como Atlas Corrigan
  - Alex Neustaedter como Atlas Corrigan (jovem)
- Jenny Slate como Allysa
- Hasan Minhaj como Marshall
- Amy Morton como Jenny Bloom
- Kevin McKidd como Andrew Bloom

## Produção

### Desenvolvimento
Em julho de 2019, Justin Baldoni adquiriu os direitos do romance It Ends with Us para uma adaptação cinematográfica, produzida por seu estúdio Wayfarer Entertainment. Em outubro de 2021, o primeiro rascunho do roteiro foi concluído.
Em janeiro de 2023, Blake Lively foi escalada para o papel de Lily Bloom. Baldoni, que interpreta Ryle Kincaid, também assina a direção, com Christy Hall escrevendo roteiro. Em abril de 2023, Brandon Sklenar foi escalado para interpretar o papel de Atlas. Em janeiro de 2024, Isabela Ferrer e Alex Neustaedter se juntaram ao elenco como as versões mais jovens de Lily e Atlas.
O enredo aborda questões de amor, perda e resiliência. Lily, ao longo da narrativa, enfrenta decisões difíceis que testemunhou quando criança. Assim que acaba é elogiado por sua capacidade de tratar esses temas complexos com sensibilidade e profundidade, sendo uma leitura impactante e emocional.

### Filmagens
As filmagens começaram em Hoboken, Nova Jérsei, em 5 de maio de 2023. No mês seguinte, a produção teve que pausar temporariamente devido à greve dos roteiristas dos Estados Unidos de 2023. Pouco mais da metade do filme foi concluída quando a produção foi interrompida.

## Lançamento
It Ends with Us estava inicialmente agendado para ser lançado em 9 de fevereiro de 2024 nos Estados Unidos, pela Sony Pictures Releasing, e depois para 21 de junho de 2024, mas teve seu lançamento adiado para 9 de agosto de 2024.
No Brasil e em Portugal, o filme foi lançado em 8 de agosto de 2024.